# Oratorio dei Quaranta Martiri
L'oratorio dei Quaranta Martiri è una chiesa di Roma situata nel Foro romano, a sud dell'antica Fonte di Giuturna.

## Descrizione

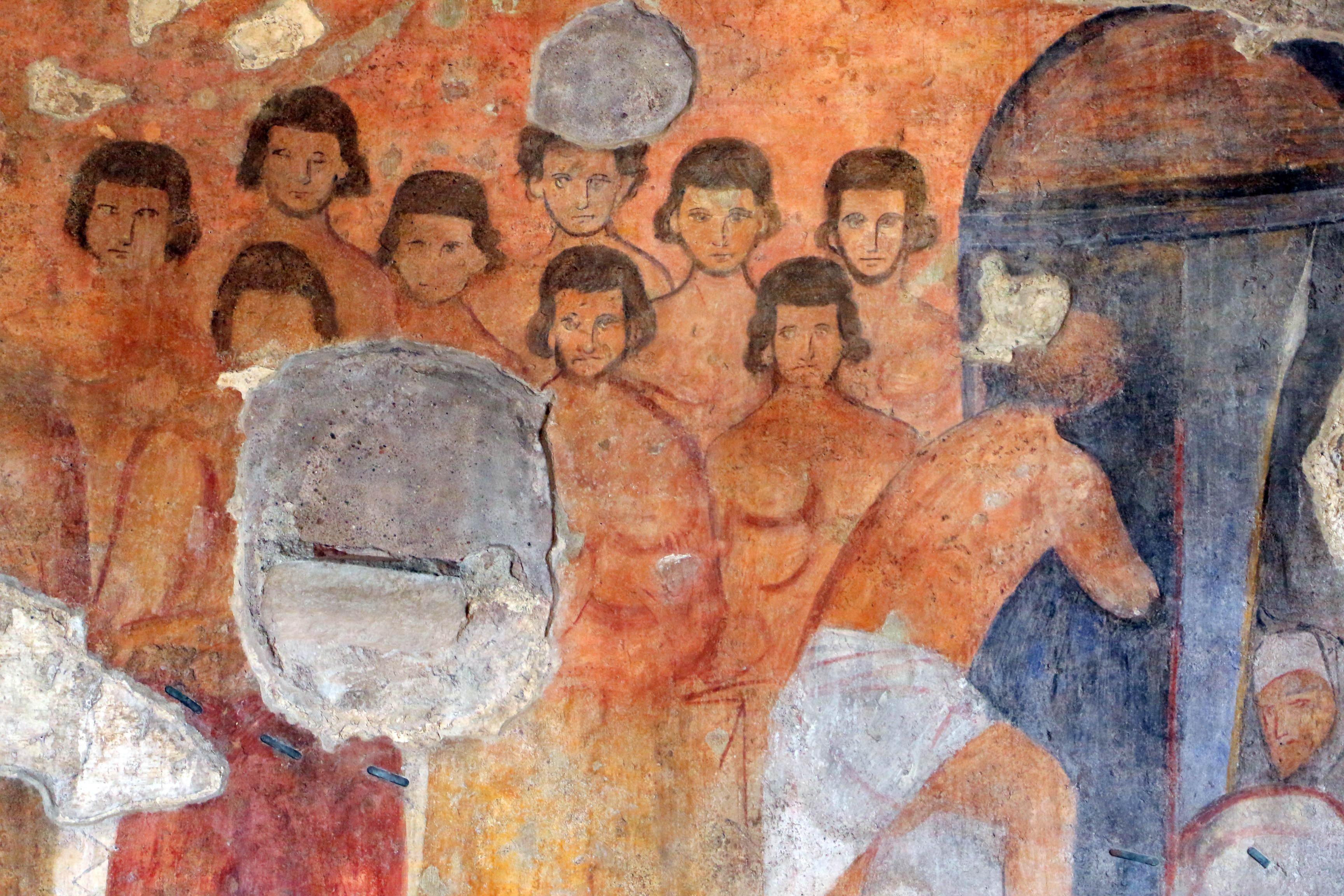
Affresco absidale dei Quaranta martiri

L'edificio originario, a pianta quadrangolare, era un'aula che serviva alla rampa di accesso con cui si accedeva al Palazzo di Domiziano sul Palatino.
L'aula venne trasformata in chiesa aggiungendo una piccola abside,  come avvenne per la vicina Chiesa di Santa Maria Antiqua, in conseguenza della presa di Roma da parte dei Bizantini condotti da Narsete nel 552.
Dedicato ai quaranta soldati cristiani martirizzati in Armenia sotto Diocleziano, conserva sulla parete di fondo affreschi dedicati ai soldati martirizzati in Armenia databile all'VIII secolo.
La chiesa conserva anche un affresco quasi svanito di Sant'Antonio eremita, due croci latine, e resti di pavimentazione medievale.